# Leonid Kantoróvitx
  Leonid Kantoróvitx  (rus: Леонид Витальевич Канторович)  (Sant Petersburg, 19 de gener de 1912 - Moscou, 7 d'abril de 1986) fou un economista i professor universitari rus guardonat amb el Premi del Banc de Suècia de Ciències Econòmiques en memòria d'Alfred Nobel l'any 1975.

## Biografia
Va néixer el 19 de gener de 1912 a la ciutat de Sant Petersburg, en aquells moments capital de Rússia. Va estudiar matemàtiques a la Universitat de Leningrad i posteriorment col·laborà amb el govern soviètic dirigint l'Institut de Matemàtiques de l'URSS entre 1948 i 1960 així com l'Institut de Control de l'Economia Nacional entre 1971 i 1976.
Morí el 7 d'abril de 1986 a la ciutat de Moscou.

## Estudis econòmics
L'any 1939 va introduir una tècnica de càlcul basada en mètodes matemàtics, coneguda posteriorment amb el nom de programació lineal per a l'optmització de recursos en la planificació de l'economia nacional. Una tècnica que va renovar, generalitzar i desenvolupar mètodes d'anàlisis dels problemes econòmics clàssics referents a l'assignació òptima de recursos escassos.
El 1975 fou guardonat amb el Premi del Banc de Suècia de Ciències Econòmiques, juntament amb el neerlandès Tjalling Koopmans per les seves recerques al voltant de l'econometria, especialment sobre la localització econòmica. A més, va rebre 2 ordes de Lenin, 3 ordes de la Bandera Roja del Treball, 1 orde de la Guerra Patriòtica de 1a classe, 1 orde de la Insígnia d'Honor, el Premi Lenin (1965) i el Premi Stalin (1949)